# Soritena habanera
Soritena habanera är en fjärilsart som beskrevs av William Schaus 1924. Soritena habanera ingår i släktet Soritena och familjen björnspinnare. Inga underarter finns listade i Catalogue of Life.